# Faculdade de Ciências e Tecnologia Prof. Dirson Maciel de Barros
A Faculdade de Ciências e Tecnologia Prof. Dirson Maciel de Barros (Fadimab) é uma faculdade pública municipal localizada no centro de Goiana, no estado de Pernambuco.

## História
Foi criada em 13 de setembro de 1972, pela Lei Municipal nº 1251, no governo do prefeito Osvaldo Rabelo Filho, com o nome "Faculdade de Formação dos Professores de Goiana" (FFPG). A inauguração de suas instalações ocorreu em 11 de novembro de 1979, sendo nomeado, neste dia, seu primeiro diretor, o professor Armando Hermes Ribeiro Samico.
Posteriormente a instituição passou a senominar-se Faculdade de Ciências e Tecnologia Prof. Dirson Maciel de Barros (Fadimab).